# Simfonia núm. 3 (Holmboe)
La Simfonia núm. 3, Sinfonia rustica, op. 25, va ser composta pel compositor danès Vagn Holmboe el 1941. No es va estrenar fins al 12 de juny de 1948, interpretada per l'Orquestra de la Sala de concerts Tívoli, a Copenhagen, sota la direcció de Svend Christian Felumb. Té una durada d'uns 24 minuts.

## Moviments
- I. Brujdans
- II. Skammelsen-Variationer
- III. Bryde Kloster

## Origen i context
La Tercera és la primera de les seves tres "simfonies de guerra". Va ser composta durant l'ocupació alemanya de Dinamarca a la Segona Guerra Mundial i reflecteix les dures circumstàncies d'aquell període. El mateix va passar amb les dues següents simfonies compostes per Holmboe i que es van estrenar, però, abans de la Tercera.
El títol "Sinfonia rustica" sorgeix de la utilització de temes folklòrics de Jutlàndia i d'una melodia medieval danesa, que es fusionen en estructures simfòniques intenses. Això li aporta un caràcter distintiu, especialment jutlandès, com assenyala el compositor: «un dialecte musical que fins aleshores no s'havia sentit en la música clàssica, on tradicionalment havien figurat elements de Sjaelland i Fiònia. El dialecte de Sjaelland és amable, acollidor, xerraire — el de Fiònia és dolç i suau però amb un toc de sàtira o ironia — mentre que el de Jutlàndia és més sever, taciturn, terrenal, encara que també patètic».

## Instrumentació
La simfonia va ser escrita per a una gran orquestra formada per 2 flautes (1 doblant amb flautí), 2 oboès, 2 clarinets, 2 fagots - 4 trompes, 3 trompetes, 3 trombons, 1 tuba, timbales, percussió, celesta i cordes.